# World Ports Classic 2012
La World Ports Classic 2012 est la première édition de la World Ports Classic, une course cycliste créée en 2012 et organisée par Amaury Sport Organisation (ASO). Elle se déroule entre les deux principaux ports européens, celui de Rotterdam et celui d'Anvers en deux jours. Cette épreuve voit le jour en 2012 et doit en partie sa naissance à l'accueil du Tour de France 2010 par la ville de Rotterdam qui a ensuite collaboré avec le Français Christian Prudhomme, directeur du cyclisme chez ASO pour donner naissance à cette épreuve.

## Présentation

### Équipes
Classée en catégorie 2.1 de l'UCI Europe Tour, la World Ports Classic est par conséquent ouverte aux UCI ProTeams dans la limite de 50 % des équipes participantes, aux équipes continentales professionnelles, aux équipes continentales et à des équipes nationales. ASO, société organisatrice de l'épreuve a retenu pour sa première édition 18 équipes : neuf UCI World Tour, huit équipes continentales professionnelles et une équipe continentale. Les 18 formations retenues sont :
| Nom de l'équipe         | Pays       | Code |
| ----------------------- | ---------- | ---- |
| BMC Racing              | États-Unis | BMC  |
| Garmin-Sharp            | États-Unis | GRS  |
| Katusha                 | Russie     | KAT  |
| Liquigas-Cannondale     | Italie     | LIQ  |
| Lotto-Belisol           | Belgique   | LTB  |
| Omega Pharma-Quick Step | Belgique   | OPQ  |
| Rabobank                | Pays-Bas   | RAB  |
| Saxo Bank-Tinkoff Bank  | Danemark   | STB  |
| Vacansoleil-DCM         | Pays-Bas   | VCD  |

| Nom de l'équipe               | Pays       | Code |
| ----------------------------- | ---------- | ---- |
| Accent Jobs-Willems Veranda's | Belgique   | ACC  |
| Argos-Shimano                 | Pays-Bas   | ARG  |
| Bretagne-Schuller             | France     | BSC  |
| Landbouwkreidet-Euphony       | Belgique   | LAN  |
| NetApp                        | Allemagne  | APP  |
| SpiderTech-C10                | Canada     | SPI  |
| Type 1-Sanofi                 | États-Unis | TT1  |
| Topsport Vlaanderen-Mercator  | Belgique   | TSV  |

| Nom de l'équipe                    | Pays     | Code |
| ---------------------------------- | -------- | ---- |
| Wallonie Bruxelles-Crédit agricole | Belgique | WBC  |

## Étapes
| Étape     | Date          | Villes étapes                  |  | Distance (km) | Vainqueur d’étape | Leader du classement général |
| --------- | ------------- | ------------------------------ |  | ------------- | ----------------- | ---------------------------- |
| 1re étape | 31 août       | Rotterdam (NED) – Anvers (BEL) |  | 201           | Tom Boonen        | Tom Boonen                   |
| 2e étape  | 1er septembre | Anvers (BEL) – Rotterdam (NED) |  | 161,5         | Theo Bos          | Tom Boonen                   |

## Déroulement de la course

### 1reétape
|    | Coureur             | Pays      | Équipe                       |    | Temps           |
| -- | ------------------- | --------- | ---------------------------- | -- | --------------- |
| 1  | Tom Boonen          | Belgique  | Omega Pharma-Quick Step      | en | 3 h 56 min 47 s |
| 2  | André Greipel       | Allemagne | Lotto-Belisol                | +  | m.t             |
| 3  | Alexander Kristoff  | Norvège   | Katusha                      |    | m.t             |
| 4  | Blaž Jarc           | Slovénie  | NetApp                       |    | m.t             |
| 5  | Mark Renshaw        | Australie | Rabobank                     |    | m.t             |
| 6  | Steele Von Hoff     | Australie | Garmin-Sharp                 |    | m.t             |
| 7  | Jonathan Cantwell   | Australie | Saxo Bank-Tinkoff Bank       |    | m.t             |
| 8  | Michael Van Staeyen | Belgique  | Topsport Vlaanderen-Mercator |    | m.t             |
| 9  | Guillaume Boivin    | Canada    | SpiderTech-C10               |    | m.t             |
| 10 | Daniel Schorn       | Autriche  | NetApp                       |    | m.t             |

|    | Coureur            | Pays        | Équipe                  |    | Temps           |
| -- | ------------------ | ----------- | ----------------------- | -- | --------------- |
| 1  | Tom Boonen         | Belgique    | Omega Pharma-Quick Step | en | 3 h 56 min 47 s |
| 2  | André Greipel      | Allemagne   | Lotto-Belisol           | +  | 4 s             |
| 3  | Alexander Kristoff | Norvège     | Katusha                 |    | 6 s             |
| 4  | Tom Veelers        | Pays-Bas    | Argos-Shimano           |    | 7 s             |
| 5  | Michael Mørkøv     | Danemark    | Saxo Bank-Tinkoff Bank  |    | 7 s             |
| 6  | Mark Renshaw       | Australie   | Rabobank                |    | 8 s             |
| 7  | Andrew Fenn        | Royaume-Uni | Omega Pharma-Quick Step |    | 8 s             |
| 8  | Nikolas Maes       | Belgique    | Omega Pharma-Quick Step |    | 9 s             |
| 9  | Graeme Brown       | Australie   | Rabobank                |    | 9 s             |
| 10 | Blaž Jarc          | Slovénie    | NetApp                  |    | 10 s            |

### 2eétape
|    | Coureur            | Pays        | Équipe                        |    | Temps           |
| -- | ------------------ | ----------- | ----------------------------- | -- | --------------- |
| 1  | Theo Bos           | Pays-Bas    | Rabobank                      | en | 3 h 30 min 06 s |
| 2  | André Greipel      | Allemagne   | Lotto-Belisol                 | +  | m.t             |
| 3  | Tom Boonen         | Belgique    | Omega Pharma-Quick Step       |    | m.t             |
| 4  | Alexander Kristoff | Norvège     | Katusha                       |    | m.t             |
| 5  | Adam Blythe        | Royaume-Uni | BMC Racing                    |    | m.t             |
| 6  | Stefan van Dijk    | Pays-Bas    | Accent Jobs-Willems Veranda's |    | m.t             |
| 7  | Alessandro Bazzana | Italie      | Type 1-Sanofi                 |    | m.t             |
| 8  | Kenny van Hummel   | Pays-Bas    | Vacansoleil-DCM               |    | m.t             |
| 9  | Marco Benfatto     | Italie      | Liquigas-Cannondale           |    | m.t             |
| 10 | Adrien Petit       | France      | Cofidis                       |    | m.t             |

|    | Coureur             | Pays      | Équipe                        |    | Temps           |
| -- | ------------------- | --------- | ----------------------------- | -- | --------------- |
| 1  | Tom Boonen          | Belgique  | Omega Pharma-Quick Step       | en | 7 h 26 min 47 s |
| 2  | André Greipel       | Allemagne | Lotto-Belisol                 | +  | 1 s             |
| 3  | Alexander Kristoff  | Norvège   | Katusha                       |    | 11 s            |
| 4  | Tom Veelers         | Pays-Bas  | Argos-Shimano                 |    | 13 s            |
| 5  | Mark Renshaw        | Australie | Rabobank                      |    | 14 s            |
| 6  | Steele Von Hoff     | Australie | Garmin-Sharp                  |    | 16 s            |
| 7  | Guillaume Boivin    | Canada    | SpiderTech-C10                |    | 16 s            |
| 8  | Jonathan Cantwell   | Australie | Saxo Bank-Tinkoff Bank        |    | 16 s            |
| 9  | Michael Van Staeyen | Belgique  | Topsport Vlaanderen-Mercator  |    | 16 s            |
| 10 | Benjamin Verraes    | Belgique  | Accent Jobs-Willems Veranda's |    | 16 s            |

## Classements finals

### Classement général
|    | Cycliste            | Pays      | Équipe                        |    | Temps           |
| -- | ------------------- | --------- | ----------------------------- | -- | --------------- |
| 1  | Tom Boonen          | Belgique  | Omega Pharma-Quick Step       | en | 7 h 26 min 47 s |
| 2  | André Greipel       | Allemagne | Lotto-Belisol                 | +  | 1 s             |
| 3  | Alexander Kristoff  | Norvège   | Katusha                       |    | 11 s            |
| 4  | Tom Veelers         | Pays-Bas  | Argos-Shimano                 |    | 13 s            |
| 5  | Mark Renshaw        | Australie | Rabobank                      |    | 14 s            |
| 6  | Steele Von Hoff     | Australie | Garmin-Sharp                  |    | 16 s            |
| 7  | Guillaume Boivin    | Canada    | SpiderTech-C10                |    | 16 s            |
| 8  | Jonathan Cantwell   | Australie | Saxo Bank-Tinkoff Bank        |    | 16 s            |
| 9  | Michael Van Staeyen | Belgique  | Topsport Vlaanderen-Mercador  |    | 16 s            |
| 10 | Benjamin Verraes    | Belgique  | Accent Jobs-Willems Veranda's |    | 16 s            |

### Classements annexes
|   | Cycliste           | Équipe                  | Points |
| - | ------------------ | ----------------------- | ------ |
| 1 | Tom Boonen         | Omega Pharma-Quick Step | 47     |
| 2 | André Greipel      | Lotto-Belisol           | 47     |
| 3 | Alexander Kristoff | Katusha                 | 39     |

|   | Cycliste           | Équipe         |    | Temps           |
| - | ------------------ | -------------- | -- | --------------- |
| 1 | Alexander Kristoff | Katusha        | en | 7 h 26 min 58 s |
| 2 | Steele Von Hoff    | Garmin-Sharp   | +  | 5 s             |
| 3 | Guillaume Boivin   | SpiderTech-C10 |    | 5 s             |

#### Classement par équipes
|   | Équipe                       | Pays     |    | Temps            |
| - | ---------------------------- | -------- | -- | ---------------- |
| 1 | Topsport Vlaanderen-Mercador | Belgique | en | 22 h 21 min 13 s |
| 2 | Omega Pharma-Quick Step      | Pays-Bas | +  | m.t              |
| 3 | Rabobank                     | Pays-Bas |    | m.t              |